# Sofia de Baviera (princesa de Liechtenstein)
La Princesa Hereva Sofia de Liechtenstein (nascuda com Sophie Elisabeth Marie Gabrielle Prinzessin von Bayern, Sofia de Baviera) és esposa del Príncep Hereu Luis de Liechtenstein. Va néixer el 28 d'octubre de 1967 a Múnic (Alemanya) i és filla del Príncep Max Emanuel, Duc a Baviera (fill d'Albert de Baviera, i nascut el 1937), i de la seva esposa, la Comtessa sueca Elisabeth Christina Douglas (nascuda a 1940).

## Biografia
Va néixer amb el títol i tractament del Sa Altesa Reial la Princesa Sofia de Baviera. El seu pare va afegir, el 1973, el tractament de Duquessa a Baviera, ja que un cosí seu que havia fet el mateix anys abans. Des de llavors s'anomenà Duquessa Sofia a Baviera, i des del seu casament Princesa Hereva de Liechtenstein i Comtessa de Rietberg.
Va ser batejada el 18 de novembre de 1967 a la capella familiar de la residència familiar de Kreuth. Els seus padrins van ser la seva tieta materna, la Duquessa de Marlborough, i l'Arxiduquessa Gabriela d'Àustria, de qui va prendre el seu nom.
Sofia va assistir a la Girls Home Primary School of the English Lady (a Heiligenstadt). Després va continuar en la Secondary Boarding School Hohenburg (a Lenggries). Finalment va estudiar llengua i literatura a la Universitat Catòlica (en Eichstätt).
Actualment, és una de les tres úniques consorts dels futurs sobirans europeus que pertany a l'aristocràcia, al costat de la Gran Duquessa Hereva Estefania de Luxemburg i Camila de Cornualla (encara que només pertany a la gentry), i és l'única que pertany a la reialesa com a membre de la Casa de Baviera, encara que sigui una dinastia no regnant.
A principis de l'any 2003 se li va detectar a la Princesa Sofia un tumor cerebral benigne, del que va ser tractada, i fa molts anys que es va recuperar.

## Matrimoni i descendència
La Princesa Sofía es va casar amb el Príncep Hereu Alois de Liechtenstein el 3 de juliol de 1993 a l'Església Parroquial de Sant Florià, a Vaduz (declarada Catedral el 12 de desembre de 1997 pel papa Joan Pau II). El matrimoni té quatre fills:
- S.A.S. el Príncep Joseph Wenzel Maximilian Maria de Liechtenstein, Comte de Rietberg (nascut el 24 de maig de 1995 a Londres, Regne Unit).
- S.A.S. la Princesa Marie Caroline Elisabeth Immaculata de Liechtenstein, Comtessa de Rietberg (nascuda el 17 d'octubre de 1996 a Grabs, Suïssa).
- S.A.S. el Príncep Georg Antonius Constantin Maria de Liechtenstein, Comte de Rietberg (nascut el 20 d'abril de 1999 a Grabs, Suïssa).
- S.A.S. el Príncep Nikolaus Sebastian Alexander Maria de Liechtenstein, Comte de Rietberg (nascut el 6 de desembre de 2000 a Grabs, Suïssa).

## Patronatges
- Presidenta de la Fundació Sofia de Liechtenstein per a Dones i Nens (des de principis de 2006). Aquesta institució té com a objectiu ajudar les dones i parelles que es queden embarassades sense desitjar-ho, ajudant-les a tenir una perspectiva de vida positiva per si mateixes i per als seus nadons. Es finança a través de la Casa del Príncep de Liechtenstein i mitjançant donacions.[5]
- Presidenta d'Honor de la Creu Roja de Liechtenstein (a partir de 2015).[6]

## Títols i tractaments
- Sa Altesa Reial la Princesa Sofia de Baviera (1967-1973).
- Sa Altesa Reial la Duquessa Sofia a Baviera, Princesa de Baviera (1973-1993).
- Sa Altesa Reial la Princesa Hereva Sofia de Liechtenstein, Duquessa a Baviera, Princesa de Baviera i Comtessa de Rietberg (1993-actualitat).

Malgrat correspondre-li el tractament d'Altesa Serenissima per matrimoni, segueix ostentant el d'Altesa Reial per ser d'un rang més gran.

## Distincions honorífiques

### Distincions honorífiques liechtensteinianes
- Gran Estrella de l'Orde del Mèrit del Principat de Liechtenstein.[7]

### Distincions honorífiques bavares
- Dama d'Honor de l'Ordre de Teresa.[8]
- Dama de l'Ordre de Santa Isabel.[8]

### Distincions honorífiques estrangeres
- Medalla commemorativa de la investidura del Rei Guillem Alexandre (Regne dels Països Baixos, 30/04/2013).[9]
- Medalla Commemorativa del 70 Aniversari del Rei Carles Gustau (Regne de Suècia, 30/04/2016).[10]